# Шраттенхольц, Йозеф
Йозеф Шраттенхольц (нем. Josef Schrattenholz; 19 октября 1847, Хохольц, ныне в составе Бонна — 22 мая 1909, Берлин) — немецкий музыкальный критик и публицист. Дядя музыканта Лео Шраттенхольца.
Получил домашнее музыкальное образование, прежде всего под руководством старшего брата, пианиста и композитора Макса Шраттенхольца (1842—1894). В 1863—1868 гг. работал учителем музыки в Кёльне. Затем учился в Берлине и в Бонне, в 1870—1873 гг. работал редактором в газете Bonner Zeitung, потом переселился в Дюссельдорф. В 1874 г. составил и подготовил сборник критических статей Роберта Шумана (второе, дополненное издание вышло в 1880 году). В 1891 году опубликовал очерк жизни и творчества художника Эдуарда Бендемана.
Преимущественно Шраттенхольц известен своей деятельностью 1890-х годов, направленных на борьбу с антисемитизмом. Он написал ряд статей и памфлетов на эту тему, а в 1894 году выпустил антологию «Молот антисемитов» (нем. Antisemiten-Hammer, по аналогии с «Молотом ведьм»), в которой собрал выступления и высказывания писателей нееврейского происхождения со всего мира в защиту евреев и против антисемитизма; предисловие к антологии написал Якоб Молешотт.